# Перекрёстов, Андрей Андреевич
Андрей Андреевич Перекрёстов - советский хозяйственный, государственный и политический деятель.

## Биография
Родился в 1909 году в Тихорецке Кубанской области. Окончил Ростовский (Ростов-на-Дону) медицинский институт (1933).
В 1932-1979:
- 1932-1933 врач-бактериолог в Махачкале
- 1933-1934 в армии, врач в военном санатории,
- 1934-1941 в Кисловодске, работал в санатории имени Семашко, а затем в санатории СКВО и одновременно в Кисловодской курортной поликлинике,
- 1941-1944 начальник военно-полевого госпиталя № 2416 Юго-Западного фронта,
- главный врач санатория «Известия»,
- рентгенолог, главный врач санатория «Центросоюз»,
- председатель Кисловодского горисполкома,
- 1951 -заведующий Ставропольским крайздравотделом,
- заместитель председателя Ставропольского крайисполкома,
- председатель Ставропольского горисполкома,
- в Кисловодске: главный врач санатория «Красные камни», начальник 4-го Главного управления санаториев на КМВ при Министерстве здравоохранения СССР, главный врач санатория «Центросоюз».

Избирался депутатом Верховного Совета РСФСР 3-го созыва (февраль 1951).
Умер в феврале 1981 года.